# Antonio Monda

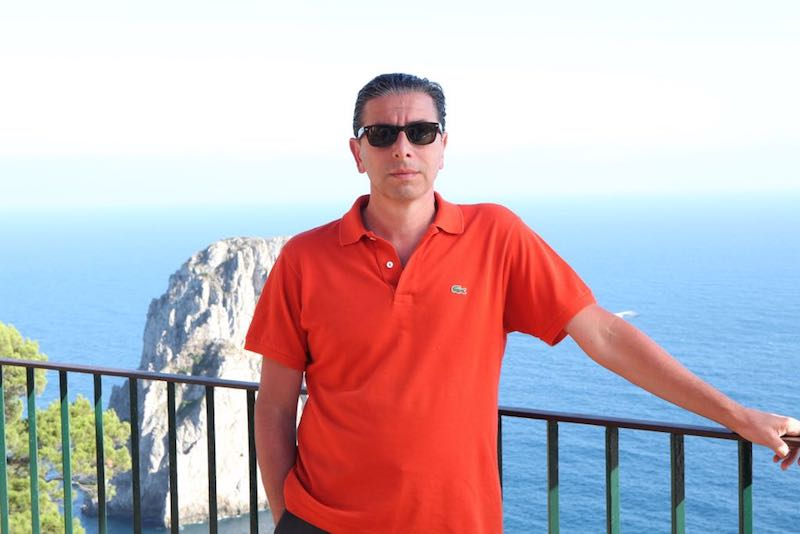

Antonio Monda (* 19. Oktober 1962 in Velletri) ist ein italienischer Journalist, Drehbuchautor und Filmregisseur.
Monda schloss in Rechtswissenschaften ab und arbeitete ab 1980 in verschiedenen Funktionen beim Film; so war er Schnittassistent, Szenenfotograf (etwa bei Die Nacht von San Lorenzo) und Regieassistent. Dabei drehte er mit Luciano Odorisio, Pupi Avati und Paolo Taviani. Ab 1986 lieferte er auch für das Fernsehen Dokumentationen wie Oltre New York, Stranieri a New York und La storia del C.O.L. 1990 folgte dann sein Spielfilmdebüt, Dicembre – es blieb auch sein bislang einziges. Daneben wirkt Monda als Journalist für Zeitungen wie Il Mattino oder La Repubblica; bekannt sind vor allem seine Interviews. 1994 zog Monda nach New York City, wo er an der New York University am Tisch School of the Arts lehrt. Monda beteiligt sich an etlichen Festivals in den Vereinigten Staaten und veröffentlicht regelmäßig Bücher.

## Filmografie (Auswahl)
- 1990: Dicembre

## Liste der Bücher
- La magnifica illusione. 2003; Nuova edizione riveduta e ampliata, 2007.
- Tu credi? Conversazioni su Dio e la religione. Fazi Editore, 2006, ISBN 88-8112-712-1.
- The Hidden God. MoMA, 2005.
- Assoluzione. Arnoldo Mondadori Editore, Milano 2008, ISBN 978-88-04-57361-6.
- Hanno preferito le tenebre. Dodici storie del male. Arnoldo Mondadori Editore, Milano 2010, ISBN 978-88-04-56479-9.
- Lontano dai sogni. Arnoldo Mondadori editore, 2010. [biografia di Ennio Morricone]
- L'America non esiste. Mondadori, Milano 2012.
- Il paradiso dei lettori innamorati. Mondadori, Milano 2013.
- Nella città nuda. Rizzoli, Milano 2013.
- La casa sulla roccia. Mondadori, Milano 2014.
- Ota Benga. Mondadori, Milano 2015.
- L'indegno. Mondadori, Milano 2016.
- L'evidenza delle cose non viste. Mondadori, Milano 2017.
- Nel territorio del diavolo. 2019.
- Il principe del mondo. Mondadori, 2021, ISBN 978-88-04-73598-4.
- Il numero è nulla. Mondadori, 2023, ISBN 978-88-04-76122-8.
- Incontri ravvicinati, La Nave di Teseo 2024.